# 虾虎尾孢虫
虾虎尾孢虫（学名：Henneguya rhinogobii）为尾孢科尾孢虫属的动物。在中国，分布于湖北、江西、四川、武陵山地区等，营寄生生活，寄生在吻虾虎的鳃、中肠以及高体鰟鮍的中肠。